# 魏謝爾湖
53°7′9″N 9°32′31″E / 53.11917°N 9.54194°E

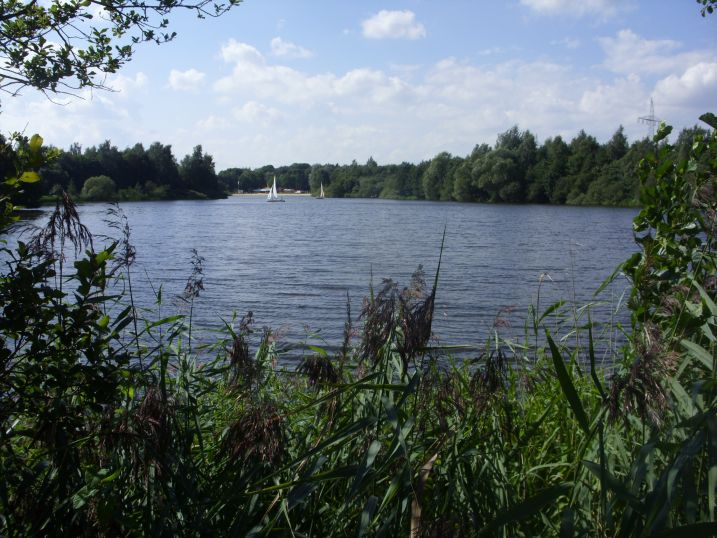

魏謝爾湖（德語：Weichelsee），是德國的湖泊，位於該國西北部，由下薩克森州負責管轄，處於羅滕堡，長0.8公里、寬0.1公里，面積0.07平方公里，海拔高度19米，最大水深6米。